# Tansa (okręg Jassy)
Tansa – wieś w Rumunii, w okręgu Jassy, w gminie Tansa. W 2011 roku liczyła 1358 mieszkańców.